# Tuah Kerine
Tuah Kerine is een bestuurslaag in het regentschap Aceh Tenggara van de provincie Atjeh, Indonesië. Tuah Kerine telt 114 inwoners (volkstelling 2010).